# GoldenCat
La GoldenCat (nombre completo en catalánː Open Internacional GoldenCat d'hoquei Patins) es una competición internacional de hockey sobre patines de carácter amistoso organizada por la Federación Catalana de Patinaje desde 2022, como sucesora de la Golden Cup que se disputaba desde 2004. Cuenta con el reconocimiento de la Federación Internacional de Patinaje Word Skate.

## Participantes
- Cataluñaː 13 participaciones masculino - 10 participaciones femenino.
- Franciaː 12 participaciones masculino - 6 participaciones femenino.
- Italiaː 10 participaciones masculino - 3 participaciones femenino.
- Suiza̠ː 5 participaciones masculino - 1 participación femenino.
- Alemaniaː 3 participaciones masculino - 4 participaciones femenino.
- Angolaː 3 participaciones masculino.
- Chileː 2 participaciones masculino - 4 participaciones femenino.
- Argentinaː 2 participaciones masculino - 1 participación femenino.
- Portugalː 3 participaciones masculino - 4 participaciones femenino.
- Brasilː 1 participación masculino.
- Colombiaː 1 participación masculino.
- Estados Unidosː 1 participación masculino.
- Austriaː 1 participación masculino.
- Inglaterraː 1 participación femenino.

- Combinados internacionalesː 4 participaciones masculino.
- Clubes organizadoresː 9 participaciones masculino - 1 participación femenino.
- Selecciones categorías inferioresː 1 participación femenino.

## Historial

### Categoría masculina
| Año  | Nombre                | Sede                     | Part. | Ganador   | Segundo   | Tercero   | Cuarto    |
| ---- | --------------------- | ------------------------ | ----- | --------- | --------- | --------- | --------- |
| 2004 | Golden Cup            | Blanes                   | 6     | Cataluña  | Blanes HC | Italia    | Francia   |
| 2005 | Grup Tarradellas Cup  | Blanes                   | 6     | Cataluña  | Blanes HC | Argentina | Combinado |
| 2006 | Grup Tarradellas Cup  | Blanes                   | 6     | Blanes HC | Italia    | Cataluña  | Suiza     |
| 2007 | Grup Tarradellas Cup  | Blanes                   | 8     | Blanes HC | Combinado | Cataluña  | Francia   |
| 2008 | Blanes Golden Cup     | Blanes                   | 6     | Cataluña  | Blanes HC | Italia    | Francia   |
| 2009 | Blanes Golden Cup     | Blanes                   | 6     | Cataluña  | Italia    | Blanes HC | Francia   |
| 2010 | Blanes Golden Cup     | Blanes                   | 6     | Cataluña  | Blanes HC | Combinado | Argentina |
| 2011 | Blanes Golden Cup     | Blanes                   | 6     | Cataluña  | Combinado | Angola    | Blanes HC |
| 2014 | Copa del Tricentenari | San Sadurní de Noya      | 4     | Cataluña  | Francia   | CE Noia   | Suiza     |
| 2022 | GoldenCat             | Olot                     | 4     | Cataluña  | Francia   | Italia    | Alemania  |
| 2023 | GoldenCat             | San Hipólito de Voltregá | 5     | Portugal  | Italia    | Cataluña  | Francia   |
| 2024 | GoldenCat             | Cerdañola del Vallés     | 4     | Portugal  | Cataluña  | Francia   | Italia    |
| 2025 | GoldenCat             | Cerdañola del Vallés     | 4     |           |           |           |           |

### Categoría femenina
| Año  | Nombre               | Sede                     | Part. | Ganador  | Segundo         | Tercero  | Cuarto     |
| ---- | -------------------- | ------------------------ | ----- | -------- | --------------- | -------- | ---------- |
| 1994 | Torneo José Soteras  | Barcelona                | 3     | Cataluña | Portugal        | Alemania | ---        |
| 2006 | Grup Tarradellas Cup | Blanes                   | 4     | Cataluña | Alemania        | Chile    | Inglaterra |
| 2007 | Grup Tarradellas Cup | Blanes                   | 4     | Cataluña | Francia         | Chile    | Italia     |
| 2009 | Blanes Golden Cup    | Blanes                   | 4     | Cataluña | Francia         | Alemania | Blanes HC  |
| 2010 | Blanes Golden Cup    | Blanes                   | 5     | Chile    | Francia         | Cataluña | Alemania   |
| 2012 | Open Fecapa          | San Hipólito de Voltregá | 3     | Cataluña | Cataluña sub-19 | Chile    | ---        |
| 2022 | GoldenCat            | Olot                     | 5     | Cataluña | Italia          | Suiza    | Alemania   |
| 2023 | GoldenCat            | San Hipólito de Voltregá | 4     | Portugal | Cataluña        | Italia   | Francia    |
| 2024 | GoldenCat            | Cerdañola del Vallés     | 5     | Cataluña | Portugal        | Chile    | Italia     |
| 2025 | GoldenCat            | Cerdañola del Vallés     | 4     |          |                 |          |            |